# Rava
Koordinati:   44°01′25″N, 15°04′00″E
Rava je otok v Jadranskem morju, ki pripada Hrvaški.

## Geografija
Rava, na kateri stoji svetilnik, leži v zadarskem arhipelagu med Dugim otokom, od katerega ga loči Ravski kanal, in Ižem, od katerega ga ločuje Iški kanal. Dolžina otoka meri 4,8 km Površina otoka je 3,63 km². Najvišji vrh je 98 mnm visoki Babićovac. Dolžina obale meri 15,995 km.
Obala je razvejana s štirinajstimi manjšimi zalivi. Na otoku, ki ga prekriva nizek gozd in makija, je malo obdelovalnih površin. Prebivalci živijo v dveh manjših naseljih: Rava, ki leži v notranjost, in Mala Rava, ki leži na severozahodu otoka. Ukvarjajo se predvsem z gojenjem oljk in vinske trte.
Na otoku prevladuje mediteransko podnebje z blagimi poletji in deževnimi zimskimi meseci. Srednja januarska  temperatura je 7 ºC, julijska pa 23,5 ºC. Letna količina padavin je 900 mm. Na otoku ni tekočih površinskih vod.
Iz pomorske karte je razvidno, da svetilnik, ki stoji na skrajnem zahodnem delu otoka pred vhodom v zaliv Marnica, oddaja svetlobni signal: Z Bl 3s. Nazivni domet svetilnika je 4 milje.
Na dnu zaliva Marnica je manjši pristan. Pristajanje je mogoče ob valobranu. Globina morja pri valobranu je 2,5 m. Za jadrnice se nahaja dobro sidrišče v zalivu Paladanica, ki je globok okoli 5 m in odprt samo zahodnemu vetru.
Otok je s celino (Zadar) povezan s trajektno in katamaransko linijo.

## Prebivalstvo
Na otoku stalno živi 147 prebivalcev (popis 2001).

## Gospodarstvo
Prebivalci se poleg turizma (možen najem turističnih sob in apartmajev) ukvarjajo še s poljedelstvom in ribolovom.